# Финансово-экономическое обоснование
Финансово-экономическое обоснование (финансово-экономическое оценивание), ФЭО — форма оценки воздействия, преимущественно используемая для оценки изменений чистых денежных потоков, возникающих в результате реализации мер государственного регулирования, принятия нормативных правовых документов, корпоративных программ, направленных на изменения в социально-экономической сфере.
В отличие от оценки регулирующего воздействия ФЭО не предполагает активных публичных слушаний и консультаций, а выполняется для конкретного проекта в интересах заказчика.

## Направления финансово-экономических обоснований

### Финансово-экономическое обоснование технических регламентов, стандартов организаций, национальных стандартов
Изменение норм технического регулирования, в том числе изменение отраслевых стандартов, введение технических регламентов и пр. ведет к изменению, перераспределению затрат, выгод, рисков субъектов экономики, государства, общества. Введение процедур финансово-экономического обоснования на этапе проектирования изменений норм технического регулирования позволяет:
- прогнозировать изменение издержек, выгод, рисков различных субъектов экономики, связанное с изменением норм технического регулирования, оценить финансово-экономический эффект исполнения (присоединения) к таким нормам;
- обеспечивать оптимизацию издержек исполнения норм за счет оптимизации их состава. Задавать и корректировать направление разработки норм;
- обеспечивать моделирование воздействия разрабатываемых норм на положение предприятий, отрасли, общество, выявление выигрывающих и проигрывающих сторон;

- содействовать наиболее эффективной гармонизации требований по различным уровням системы технического регулирования.

### Финансово-экономическое обоснование проектов нормативных правовых актов (законопроектов)
В соответствии с Регламентом Государственной Думы Российской Федерации, Регламентом Правительства Российской Федерации, проекты нормативных правовых актов, реализация которых требует финансовых или материальных затрат, должны сопровождаться финансово-экономическими расчетами (финансово-экономическим обоснованием).
В ходе проведения финансово-экономического обоснования проекта нормативного правового акта (законопроекта) проводятся расчеты связанных с введением в действие нормативного правового акта изменений, в том числе в части:
- доходов и расходов бюджетов всех уровней;
- затрат субъектов экономики;
- затрат третьих лиц (общества);
- налоговых поступлений;
- бюджетной эффективности.

Разработка ФЭО позволяет обосновать необходимость введения нормативного правового акта исходя из положительного воздействия на состояние бюджетов всех уровней, субъектов экономики.

### Финансово-экономическое обоснование изменения механизмов управления
Изменение (реформы) механизмов управления, например, введение саморегулируемых организаций, изменение правил торговли, производства, предоставления услуг участниками ассоциаций, союзов и прочих объединений, принимающих правила этих объединений, относится к проектам, требующим для их проведения определённых издержек, при этом их эффективность не поддается расчету напрямую. При проведении реформ управления в государственном секторе необходимо заранее прогнозировать социально-экономические последствия и эффекты.
Проведение финансово-экономических оценок для таких проектов позволяет:
- обеспечить заблаговременное выявление политических, экономических, административных последствий и эффектов;
- оценить в денежной форме сопутствующие дополнительные затраты;
- выявить воздействие изменений на финансовое состояние заинтересованных сторон, в том числе бюджетов всех уровней;
- провести анализ изменения структуры расходов, доходов и рисков субъектов экономики, общества, третьих лиц, связанных с изменением механизмов управления;
- оценить и монетизировать перераспределение выгод всех заинтересованных сторон;
- на основе проведенного анализа ситуации до и после изменения оценить целесообразность проекта в денежном выражении, дать рекомендации по его совершенствованию исходя из задач оптимизации затрат и максимизации эффектов.

В ходе финансово-экономического обоснования изменения механизмов управления проводится анализ текущего состояния системы; оценка расходов и доходов субъектов в части процессов, по которым предполагается изменение механизмов регулирования; построение модели для оценки прогнозируемого изменения экономических показателей субъектов; выявление и оценка дополнительных выгод.

## В России
ФЭО применяется в российской законотворческой практике. В соответствии со ст.105 регламента Государственной Думы Российской Федерации «При внесении законопроекта в Государственную Думу субъектом (субъектами) права законодательной инициативы должны быть представлены: <…> г) финансово-экономическое обоснование (в случае внесения законопроекта, реализация которого потребует материальных затрат)…».
В соответствии с п. 84 регламента Правительства Российской Федерации «Для рассмотрения в Правительство представляется законопроект со следующими материалами:
пояснительная записка, содержащая изложение предмета законодательного регулирования и концепции законопроекта; финансово-экономическое обоснование принимаемых решений (представляется при необходимости, а также в случае внесения законопроекта, предусмотренного частью 3 статьи 104 Конституции Российской Федерации)…».
Авторы доклада «Регуляторная политика в России: основные тенденции и архитектура будущего» предложили объединить ОРВ, ФЭО и антикоррупционную экспертизу в единую процедуру — «оценку воздействия».